# Encuesta Nacional de Ingreso y Gasto de los Hogares
La Encuesta Nacional de Ingresos y Gastos de los Hogares (ENIGH) es un instrumento de estudio estadístico diseñado por el Instituto Nacional de Estadística y Geografía (INEGI) de México, que se aplica con una periodicidad de dos años en todo el territorio de ese país. La ENIGH se propone brindar un panorama de la procedencia y distribución del ingreso de los hogares mexicanos, al tiempo que brinda datos sociodemográficos de sus miembros y de las características de la vivienda que ocupan. 
La ENIGH se aplica como tal desde 1992, aunque sus antecedentes se remontan a 1956. Se aplica a nivel nacional, pero en algunas ocasiones la muestra ha sido ampliada en algunas entidades federativas que lo solicitaron al INEGI. En estos casos, además de la información general del país, se cuenta con un panorama específico de ciertas entidades. La población objetivo de la encuesta son los hogares de nacionales o extranjeros, que residen habitualmente en viviendas particulares dentro del territorio nacional.
El objetivo general de la ENIGH es "proporcionar un panorama estadístico del comportamiento de los ingresos y gastos de los hogares en cuanto a su monto, procedencia y distribución; adicionalmente, ofrece información sobre las características ocupacionales y sociodemográficas de los integrantes del hogar, así como las características de la infraestructura de la vivienda y el equipamiento del hogar". La cobertura temática de la encuesta abarca: 
1. Ingreso corriente total (monetario y no monetario) de los hogares.
2. Gasto corriente (monetario y no monetario) de los hogares.
3. Percepciones financieras y de capital de los hogares y sus integrantes.
4. Erogaciones financieras y de capital de los hogares.
5. Características de la vivienda.
6. Residentes e identificación de hogares en la vivienda.
7. Características sociodemográficas de los residentes de la vivienda.
8. Condición de actividad y características ocupacionales de los integrantes del hogar de 12 y más años.
9. Equipamiento del hogar, servicios.

En el año 2020 la muestra original de la ENIGH ascendió a 87 828 viviendas distribuidas en las 32 entidades federativas del país, sin embargo se adicionó una muestra de 5 208 viviendas, para dar seguimiento específico a los 5 municipios de la Cruzada Nacional Contra el Hambre (CNCH), por lo que la muestra total es de 93 036 viviendas.